# 石舟駅
石舟駅（いしふねえき）は、かつて長野県小県郡真田町（現・上田市）にあった上田交通真田傍陽線の駅（廃駅）である。

## 概要
旧長村域内最初の駅である。設置された場所が長村大字石舟であったため、この駅名となった。
石舟地区の中心から外れた田園地帯の中にあった駅で、乗降客は少なかった。

## 歴史
- 1928年（昭和3年）5月1日：上田温泉電軌北東線の本原 - 真田間開通と同時に開業[1]。
- 1939年（昭和14年）8月30日：上田温泉電軌の社名変更および線名改称に伴い、上田電鉄菅平鹿沢線の駅となる。
- 1943年（昭和18年）10月21日：会社合併に伴い、上田丸子電鉄の駅となる。
- 1960年（昭和35年）4月1日：線名改称に伴い、真田傍陽線の駅となる。
- 1969年（昭和44年）6月1日：上田丸子電鉄の社名変更に伴い、上田交通の駅となる。
- 1972年（昭和47年）2月20日：真田傍陽線の廃線に伴い廃止。

## 駅構造
単式ホーム1面1線と待合室があるだけの無人駅（地上駅）であった。ホームは線路の南側（真田方面に向かって右側）に位置した。

## 廃止後の状況
廃止後は上田交通→上電バス→上田バスのバス停留所となっている。上田駅方面行のバス待合所内に、駅跡を示す看板が掲げられていた。

## 隣の駅
上田交通
真田傍陽線
北本原駅 - 石舟駅 - 長村駅